# Добрково
Добрково (пол. Dobrkowo, нім. Daberkow) — село в Польщі, у гміні Радово-Мале Лобезького повіту Західнопоморського воєводства.
Населення — 52 особи (2011).
У 1975-1998 роках село належало до Щецинського воєводства.

## Демографія
Демографічна структура станом на 31 березня 2011 року:
|          | Загалом | Допрацездатний вік | Працездатний вік | Постпрацездатний вік |
| -------- | ------- | ------------------ | ---------------- | -------------------- |
| Чоловіки | 21      | 3                  | 14               | 4                    |
| Жінки    | 31      | 3                  | 17               | 11                   |
| Разом    | 52      | 6                  | 31               | 15                   |